# Anatolij Radenko
Anatolij Hryhorowycz Radenko, ukr. Анатолій Григорович Раденко, ros. Анатолий Григорьевич Раденко, Anatolij Grigorjewicz Radienko (ur. 3 sierpnia 1959 w Stalinie) – ukraiński piłkarz, grający na pozycji pomocnika, trener piłkarski.

## Kariera piłkarska

### Kariera klubowa
W 1977 rozpoczął karierę piłkarską w miejscowym klubie Szachtar Donieck. W latach 1981–1982 występował w klubie Torpedo Moskwa, ale powrócił potem do Szachtara. W 1987 przeszedł najpierw do Nistru Kiszyniów, a w następnym 1988 do Zorii Woroszyłowgrad, ale już w maju zmienił klub na Wołyń Łuck. W 1990 wyjechał do Finlandii, gdzie bronił barw TP-47 Tornio. W 1992 zakończył karierę piłkarską w drugiej drużynie Szachtara.

### Kariera reprezentacyjna
Występował juniorskiej oraz w młodzieżowej reprezentacji ZSRR. W turnieju finałowym młodzieżowych Mistrzostw Świata, rozgrywanych w Japonii, „opiekował się” Maradoną, nie dając jemu strzelić bramki (Maradona strzelił tylko z karnego).

## Kariera trenerska
W końcu lat 80. XX wieku ukończył studia w Instytucie Kultury Fizycznej w Moskwie. Trenował kluby Wołyń Łuck, Sokoł Saratów i Podilla Chmielnicki. W 2004 pracował na stanowisku starszego trenera w Piłkarskiej Akademii Szachtara Donieck. Po zakończeniu kariery trenerskiej postanowił poświęcić się religii. 8 października 2009 został wyświęcony na diakona Ukraińskiego Kościoła Prawosławnego Patriarchatu Moskiewskiego.

## Sukcesy

### Sukcesy klubowe
- wicemistrz ZSRR: 1979
- zdobywca Pucharu ZSRR: 1983
- finalista Pucharu ZSRR: 1982
- zdobywca Pucharu sezonu ZSRR: 1983

### Sukcesy reprezentacyjne
- wicemistrz Świata U-20: 1979

### Odznaczenia
- tytuł Mistrza Sportu ZSRR: 1980